# Doornik

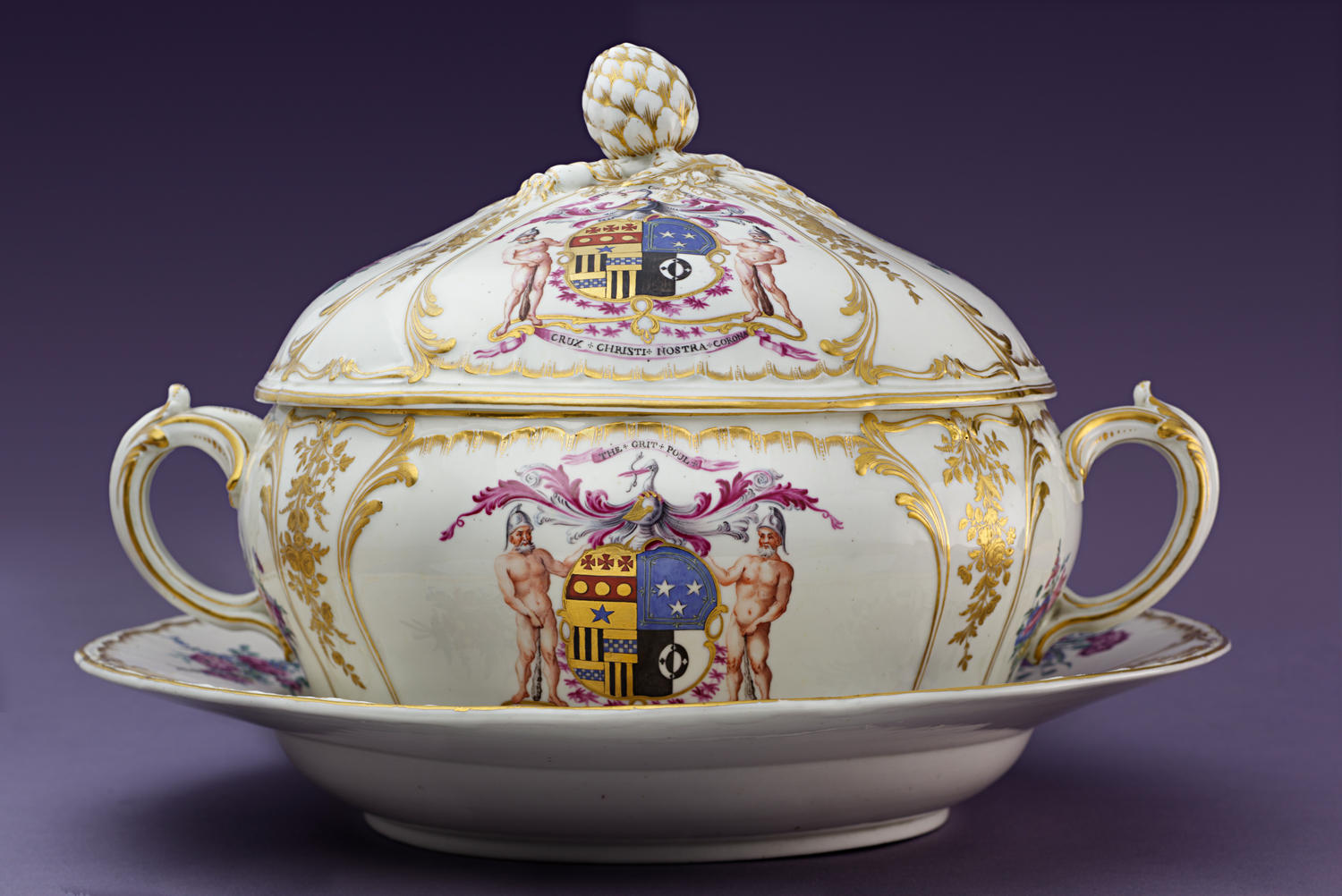
De Soepterrine van William Mercer of Aldie (1770) is een voorbeeld van de Doornikse porseleinproductie en getuigt van de turbulente geschiedenis in de periode van de Verenigde Nederlanden.

Doornik (Frans: Tournai, Picardisch: Tornai, van het Latijn Turnacum) is een Belgische stad gelegen aan de Schelde in de provincie Henegouwen in het Picardische deel van Wallonië. De gemeente telt bijna 70.000 inwoners. Na Tongeren wordt Doornik beschouwd als de oudste stad van België. Het was een hoofdstad van het Frankische rijk en heeft ook daarna een cultuurhistorische rol van belang gespeeld. Sinds 2008 is het deel van de Eurometropool Rijsel-Kortrijk-Doornik.

## Geschiedenis

### Romeinse tijd
Doornik bestond al in de Romeinse tijd onder de naam Turnacum en kende haar hoogtepunt tijdens de 1e en 2e eeuw. De stad werd gesticht aan de Schelde op de kruising van heirbanen. De politieke onrust en de invallen maakten een einde aan deze bloeitijd en in de 3e en 4e eeuw kende de stad een krimp en werd ze versterkt.

### Middeleeuwen
De stad kwam rond 432 in Frankische handen door een inval van Chlodio. Onder de Salische Franken Childerik en Clovis was Doornik tot 486 de hoofdstad van het Frankische rijk. Het graf van Childerik werd in 1653 bij toeval ontdekt.
Clovis verplaatste in 486 het Frankische machtscentrum naar Parijs, maar de rol van Doornik was nog niet uitgespeeld. Clovis maakte de stad bij zijn vertrek tot bisschopszetel, die bestreek quasi het hele gebied van het toekomstige graafschap Vlaanderen. De in Doornik geboren Eleutherius werd de eerste bisschop.
Onder Karel de Kale, de eerste koning van West-Francië, ontstond rond 850 met Boudewijn I het graafschap Vlaanderen, dat als Kroon-Vlaanderen een leen bleef van de Franse koning en als Rijks-Vlaanderen een leen werd van het Duitse keizerrijk. De stad trok welvarende kooplieden aan en hun streven naar onafhankelijkheid leidde ertoe dat Doornik vanaf 1187 rechtstreeks onder de Franse kroon kwam.
In de 15e eeuw kende de stad een bloeiende lakenhandel en was het een voorname leverancier van wandtapijten. De economische voorspoed en de speciale handelsstatus die de stad in het Franse koninkrijk genoot, verhinderde niet dat Doornik tussen 1421 en 1428 het toneel was van opstanden, onder andere vanwege de ontwaarding van de plaatselijke munt ten opzichte van de Franse kroon. De opstanden werden gevoerd tussen het stadsbestuur en de gilden, voornamelijk die van de kunstenaars en lakenhandelaars. De opstanden leidden er uiteindelijk toe dat de gilden meer macht genoten, waaronder stemming in bestuurlijke zaken waarvan zij tot dan toe waren uitgesloten.

### Nieuwe tijd
In 1513 veroverde de Engelse koning Hendrik VIII Doornik op de Fransen. Het is daarmee de enige stad in België die (voor korte tijd) door Engeland werd bestuurd. Jean le Sellier werd afgevaardigd naar Westminster om in het House of Commons te zetelen. In 1519 werd Doornik weer aan Frankrijk overgedragen.
Keizer Karel V voegde in 1521 de stad bij zijn Nederlandse erflanden, waarop een periode van godsdiensttwisten en economisch verval volgde. In 1544 werd de eerste protestantse gemeente gesticht met als codenaam "La Palme". Ze verzocht Martin Bucer in Straatsburg om een predikant. Hij stuurde in september Pierre Brully, maar een half jaar later werd deze al op de Grote Markt verbrand. In 1561 verspreidde Guido de Brès in Doornik zijn Nederlandse Geloofsbelijdenis, waarin de kernpunten van het gereformeerde geloof werden uiteengezet. Hij moest vluchten, maar met Ambrosius Wille kwam er opnieuw een clandestiene predikant. Vergeefs verzette hij zich tegen de Beeldenstorm, die de stad op 23 augustus 1566 bereikte. De calvinisten beweerden driekwart van de Doornikse bevolking uit te maken, en eisten eigen kerken. Margaretha van Parma stuurde de graaf van Horne om de rust te herstellen. Hij wilde dat bereiken door middel van een soort religievrede, waarbij hij de calvinisten toeliet onder andere hun eigen kerken te bouwen. De koning en landvoogdes namen hem dit zeer kwalijk en riepen Horne terug. In de nacht van 1 op 2 januari 1567 heroverde Filips van Noircarmes Doornik zonder slag of stoot en ontwapende de burgers.
Als gevolg van het Eeuwig Edict (1577) verlieten de Spaanse troepen de stad. In 1581 werd zij door landvoogd Alexander Farnese, hertog van Parma, heroverd na een langdurig beleg. Parma was politiek slimmer dan zijn meester, koning Filips II: in plaats van de protestanten uit te moorden, gaf hij ze een jaar de tijd om hun bezittingen te verkopen en te emigreren. Dat voorbeeld droeg ertoe bij dat bij latere belegeringen de protestanten minder geneigd waren om tot het einde door te vechten.
Onder de Franse koning Lodewijk XIV kwam de stad weer in Frans bezit (Verdrag van Aken, 1668). De Fransen moesten echter aan het eind van de Spaanse Successieoorlog volgens de bepalingen van de Vrede van Utrecht (1713) aanvaarden dat de voormalige Spaanse Nederlanden Oostenrijks werden.
In 1815 ging Doornik deel uitmaken van het Verenigd Koninkrijk der Nederlanden en in 1830 van België.
Op 16 en 17 mei 1940 werden de archieven van Doornik gedeeltelijk vernietigd door Duitse bombardementen die bijna het ganse stadscentrum plat legden.

## Kernen
Doornik is na Bastenaken de gemeente met de grootste oppervlakte in België. Naast het stadscentrum bestaat de gemeente uit nog 29 deelgemeenten meer dan enig andere Belgische gemeente.

### Voorsteden
Om de kern van Doornik liggen de volgende voorsteden: Faubourg de Marvis, Faubourg de Valenciennes, Faubourg Saint-Martin, Faubourg de Lille, Faubourg de Maire, La Tombe, Saulchoir, Faubourg du Château, Faubourg de Morel.

### Kaart

Doornik, deelgemeenten en buurgemeenten. De gele gebieden zijn bebouwde kernen.

### Deelgemeenten
| #      | Naam              | Opp. (km²) | Inwoners (2020) | Inwoners per km² | Oude NIS-code voor 1977 | NIS-code |
| ------ | ----------------- | ---------- | --------------- | ---------------- | ----------------------- | -------- |
| I      | Doornik           | 15,76      | 30.275          | 1.921            | 57081                   | 57081A   |
| II     | Chercq            | 3,08       | 956             | 311              | 57021                   | 57081C   |
| III    | Saint-Maur        | 3,77       | 410             | 109              | 57076                   | 57081L   |
| IV     | Ere               | 6,37       | 544             | 85               | 57022                   | 57081L3  |
| V      | Willemeau         | 3,79       | 629             | 166              | 57092                   | 57081M   |
| VI     | Froidmont         | 5,16       | 1.036           | 201              | 57030                   | 57081M2  |
| VII    | Orcq              | 4,64       | 1.011           | 218              | 57060                   | 57081P0  |
| VIII   | Marquain          | 5,20       | 758             | 146              | 57050                   | 57081P1  |
| IX     | Esplechin         | 8,81       | 909             | 103              | 57024                   | 57081N   |
| X      | Lamain            | 3,59       | 570             | 159              | 57044                   | 57081P2  |
| XI     | Hertain           | 2,41       | 231             | 96               | 57038                   | 57081R3  |
| XII    | Blandain          | 11,51      | 2.200           | 191              | 57008                   | 57081R   |
| XIII   | Templeuve         | 15,62      | 3.646           | 233              | 57078                   | 57081S   |
| XIV    | Ramegnies-Chin    | 4,33       | 953             | 220              | 57069                   | 57081T   |
| XV     | Froyennes         | 5,93       | 2.177           | 367              | 57031                   | 57081U   |
| XVI    | Kain              | 11,27      | 6.770           | 601              | 57042                   | 57081V   |
| XVII   | Mont-Saint-Aubert | 8,90       | 588             | 66               | 57056                   | 57081V4  |
| XVIII  | Mourcourt         | 12,18      | 971             | 80               | 57057                   | 57081W2  |
| XIX    | Rumillies         | 6,86       | 1.840           | 268              | 57073                   | 57081W   |
| XX     | Warchin           | 3,41       | 1.453           | 427              | 57085                   | 57081B   |
| XXI    | Havinnes          | 9,48       | 1.250           | 132              | 57036                   | 57081D   |
| XXII   | Melles            | 2,86       | 319             | 112              | 57053                   | 57081E0  |
| XXIII  | Quartes           | 4,64       | 261             | 56               | 57068                   | 57081E1  |
| XXIV   | Thimougies        | 3,72       | 271             | 73               | 57080                   | 57081F4  |
| XXV    | Beclers           | 13,50      | 1.070           | 79               | 57007                   | 57081F   |
| XXVI   | Maulde            | 5,58       | 367             | 66               | 57052                   | 57081G1  |
| XXVII  | Barry             | 8,25       | 1.272           | 154              | 57005                   | 57081G   |
| XXVIII | Vezon             | 7,73       | 1.358           | 176              | 57084                   | 57081H   |
| XXIX   | Gaurain-Ramecroix | 12,29      | 3.619           | 294              | 57033                   | 57081J   |
| XXX    | Vaulx-lez-Tournai | 4,03       | 1.332           | 330              | 57082                   | 57081K   |

### Aangrenzende gemeenten
De gemeente Doornik grenst aan de volgende gemeenten en dorpen:
| - a. Néchin (gemeente Steenput) - b. Bailleul (gemeente Steenput) - c. Esquelmes (gemeente Pecq) - d. Obigies (gemeente Pecq) - e. Molenbaix (gemeente Celles) - f. Velaines (gemeente Celles) - g. Popuelles (gemeente Celles) - h. Forest (gemeente Frasnes-lez-Anvaing) - i. Montrœul-au-Bois (gemeente Frasnes-lez-Anvaing) - j. Herquegies (gemeente Frasnes-lez-Anvaing) - k. Thieulain (stad Leuze-en-Hainaut) - l. Gallaix (stad Leuze-en-Hainaut) - m. Pipaix (stad Leuze-en-Hainaut) - n. Baugnies (stad Péruwelz) - o. Wasmes-Audemez-Briffœil (stad Péruwelz) - p. Maubray (stad Antoing) - q. Fontenoy (stad Antoing) |

| - r. Antoing (stad Antoing) - s. Calonne (stad Antoing) - t. Bruyelle (stad Antoing) - u. Hollain (gemeente Brunehaut) - v. Jollain-Merlin (gemeente Brunehaut) - w. Wez-Velvain (gemeente Brunehaut) - x. Guignies (gemeente Brunehaut) - y. Taintignies (gemeente Rumes) - z. Rumes (gemeente Rumes) - aa. Bachy (Frankrijk) - ab. Wannehain (Frankrijk) - ac. Camphin-en-Pévèle (Frankrijk) - ad. Baisieux (Frankrijk) - ae. Willems (Frankrijk) - af. Sailly-lez-Lannoy (Frankrijk) - ag. Toufflers (Frankrijk) |

## Demografische ontwikkeling

### Demografische ontwikkeling voor de fusie
- Bron:NIS - Opm:1831 t/m 1970=volkstellingen; 1976= inwoneraantal op 31 december

### Demografische ontwikkeling van de fusiegemeente
Alle historische gegevens hebben betrekking op de huidige gemeente, inclusief deelgemeenten, zoals ontstaan na de fusie van 1 januari 1977.
- Bronnen:NIS, Opm:1831 tot en met 1981=volkstellingen; 1990 en later= inwonertal op 1 januari

| Inwoners van jaar tot jaar op 1 januari 1992 tot heden | Inwoners van jaar tot jaar op 1 januari 1992 tot heden | Inwoners van jaar tot jaar op 1 januari 1992 tot heden |
| jaar                                                   | Aantal                                                 | Evolutie: 1992=index 100                               |
| ------------------------------------------------------ | ------------------------------------------------------ | ------------------------------------------------------ |
| 1992                                                   | 67.776                                                 | 100,0                                                  |
| 1993                                                   | 67.875                                                 | 100,1                                                  |
| 1994                                                   | 68.127                                                 | 100,5                                                  |
| 1995                                                   | 68.086                                                 | 100,5                                                  |
| 1996                                                   | 67.926                                                 | 100,2                                                  |
| 1997                                                   | 67.891                                                 | 100,2                                                  |
| 1998                                                   | 67.651                                                 | 99,8                                                   |
| 1999                                                   | 67.611                                                 | 99,8                                                   |
| 2000                                                   | 67.379                                                 | 99,4                                                   |
| 2001                                                   | 67.227                                                 | 99,2                                                   |
| 2002                                                   | 67.232                                                 | 99,2                                                   |
| 2003                                                   | 67.407                                                 | 99,5                                                   |
| 2004                                                   | 67.341                                                 | 99,4                                                   |
| 2005                                                   | 67.476                                                 | 99,6                                                   |
| 2006                                                   | 67.534                                                 | 99,6                                                   |
| 2007                                                   | 67.844                                                 | 100,1                                                  |
| 2008                                                   | 68.191                                                 | 100,6                                                  |
| 2009                                                   | 68.426                                                 | 101,0                                                  |
| 2010                                                   | 69.043                                                 | 101,9                                                  |
| 2011                                                   | 69.440                                                 | 102,5                                                  |
| 2012                                                   | 69.593                                                 | 102,7                                                  |
| 2013                                                   | 69.667                                                 | 102,8                                                  |
| 2014                                                   | 69.842                                                 | 103,0                                                  |
| 2015                                                   | 69.756                                                 | 102,9                                                  |
| 2016                                                   | 69.471                                                 | 102,5                                                  |
| 2017                                                   | 69.493                                                 | 102,5                                                  |
| 2018                                                   | 69.554                                                 | 102,6                                                  |
| 2019                                                   | 69.370                                                 | 102,4                                                  |
| 2020                                                   | 69.083                                                 | 101,9                                                  |
| 2021                                                   | 68.795                                                 | 101,5                                                  |
| 2022                                                   | 68.518                                                 | 101,1                                                  |
| 2023                                                   | 68.710                                                 | 101,4                                                  |
| 2024                                                   | 68.554                                                 | 101,1                                                  |
| 2025                                                   | 68.991                                                 | 101,8                                                  |

## Bezienswaardigheden

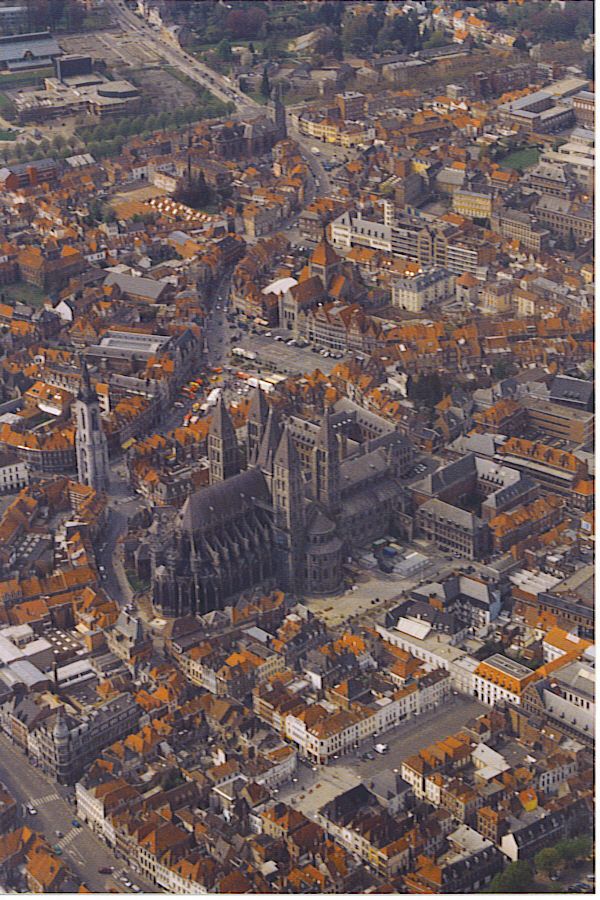
Doornik vanuit de lucht

Doornik geldt nog steeds als een der voornaamste monumentensteden van België. Van groot belang is de romaanse Onze-Lieve-Vrouwekathedraal. Er is een 13e-eeuwse brug 'Pont des Trous' over de Schelde, het oudste belfort van België en een lakenhal, beide aan de bezienswaardige Grote Markt, en verder verschillende stadspoorten en pakhuizen.

### Kerkelijke architectuur
- Onze-Lieve-Vrouwekathedraal
- Sint-Piatuskerk
- Sint-Kwintenskerk op de Grote Markt
- Sint-Brixiuskerk, waar men op 27 maart 1653 de tombe vond van Childerik I (zoon van Merovech en vader van Clovis)
- De Sint-Maria Magdalenakerk (Église Sainte-Marie-Madeleine) gesticht in 1252, in de 15e eeuw deels verbouwd, verwoest in 1940 en later herbouwd.
- De Sint-Margarethakerk (Église Sainte-Marguerite) met gotische toren, classicistische kerk en neoclassicistisch ingangsportaal.
- De Sint-Jacobskerk (Église Saint-Jacques), gesticht in 1167 later herbouwd in Scheldegotiek.
- De Redemptoristenkerk Église des Rédemptoristes, neoromaans bouwwerk van 1861-1862.
- De Sint-Janskerk {Église Saint-Jean), met een toren van 1367 en een classicistisch schip van 1780.
- Sint-Niklaaskerk (Église Saint-Nicolas du Bruille) begonnen kort na 1200, ook latere bouwcampagnes. Romaans en vroeggotisch.
- De Sint-Amanduskerk (Église Saint-Amand), neoromaans bouwewerk van 1860.
- De Sint-Pieterskerk (Église Saint-Pierre), afgebroken in 1822.
- De Sint-Lazaruskerk (Église Saint-Lazare), neoromaans bouwwerk van 1852-1853.
- De Heilig Hartkerk (Église du Sacre-Coeur), neogotisch bouwwerk van 1890.
- De Sint-Antonius van Paduakerk (Église Saint-Antoine de Padou), neogotisch bouwwerk van 1905-1906
- De Sint-Pauluskerk (Centre Paroissial Saint-Paul) van 1964 in de stijl van het naoorlogs modernisme.
- De Onze-Lieve-Vrouw van Bijstandkerk (Église Notre-Dame-Auxilliatrice), neogotisch bouwwerk van 1887.
- De Antoinistische tempel van Doornik (Église Antoiniste de Tournai)
- Het Augustijnenklooster, eind 13e eeuw gesticht en vrijwel geheel vernield in 1803-1813. Wat bleef was een muurrest in Doornikse steen, vermoedelijk 16e-eeuws.
- De Sint-Vincentiuskapel (Chapelle Saint-Vincent), gesticht in 1198, verwoest in 1940 en weer herbouwd. In vroeggotische stijl.
- Het Klooster van Onze-Lieve-Vrouw van La Salette (Couvent des Pères de Notre-Dame de la Salette), met neogotische kerk, van 1903.
- Het voormalig Klooster van de Orde van het Heilig Kruis (Couvent des Croisiers) met 15e-eeuwse kapel en 17e-eeuwse bijgebouwen.
- Het Dominicanenklooster met diverse gebouwen en een kerkgebouw, voornamelijk 17e-eeuws.

### Burgerlijke architectuur
- Grote Markt met gevels in neostijl
- Het Belfort van Doornik
- Lakenhalle van Doornik
- Het Stadhuis van Doornik en het stadspark, als onderdeel van de oude Sint-Maartensabdij
- De Halle des Conseaux en de Tour des six (afgebroken in 1818)
- Romaanse herenhuizen (waaronder de oudste en best bewaarde in Europa)
- Renaissance- en barokhuizen (Deze huizen worden ook wel "Spaanse huizen" genoemd. De gevels zijn in baksteen opgebouwd en de omlijsting van de vensters en de dakgevels is ook voor het eerst in steen. De "barokhuizen" zijn gebouwd in de 17de eeuw en deze zijn vooral bekend door hun praalrijke gevels en fijn uitgewerkte luchters.)
- Art-nouveauhuizen (jugendstil) bevinden zich vooral in de buurt van het station. Vermeldenswaardig zijn het huis op de Place Victor Carbonnelle 5 ontworpen door Georges De Poore in 1903, de huizen die Gustave Strauven bouwde op de Avenue Van Cutsem en het gebouw dat het Museum voor Schone Kunsten huisvest en dat dateert uit de latere periode van Victor Horta.
- De deconstructivistische gebouwen van de Faculteit architectuur van de UCLouvain (université catholique de Louvain) geopend in 2018.
- Het Château Dumon met park. Het gebouw is eind 18e-eeuws en werd begin 19e eeuw sterk gewijzigd.
- De Moulin de la Verde Eau, een watermolen.
- De Moulin de Cailloux, een windmolenrestant uit de 19e eeuw.
- De Moulin du Crampon, een windmolenrestant van 1837.
- Tournai Communal Cemetery Allied Extension, een Britse militaire begraafplaats met meer dan 800 oorlogsgraven uit beide wereldoorlogen.

### Militaire architectuur
- De Pont des Trous (deels afgebroken in 2019), de Tour Henri VIII en diverse andere overblijfselen van de stadsomwalling.
- De Citadel (deels afgebroken in 1860)
- De Porte Bourdiel, een stadspoort en een brug van omstreeks 1300.
- De Tour Saint-Jean, overblijfselen van de vestingwerken, van omstreeks 1400.
- De Tour Marvis, overblijfselen van de vestingwerken, van omstreeks 1300.
- De Tour des Rédemptoristes, overblijfsel van de vestingwerken, van omstreeks 1300.
- De Tour du Cygne, overblijfsel van de vestingwerken, van omstreeks 1300.

### Musea
- Het Museum voor Schone Kunsten naar ontwerp van Victor Horta bevattende de Collectie Van Cutsem
- Archeologisch museum
- Folkloremuseum MUFIM
- Museum voor de tapijt- en textielkunst TAMAT
- Museum voor decoratieve kunst
- Museum voor natuurgeschiedenis en Vivarium
- Museum voor militaire geschiedenis
- Musée des arts de la Marionnette

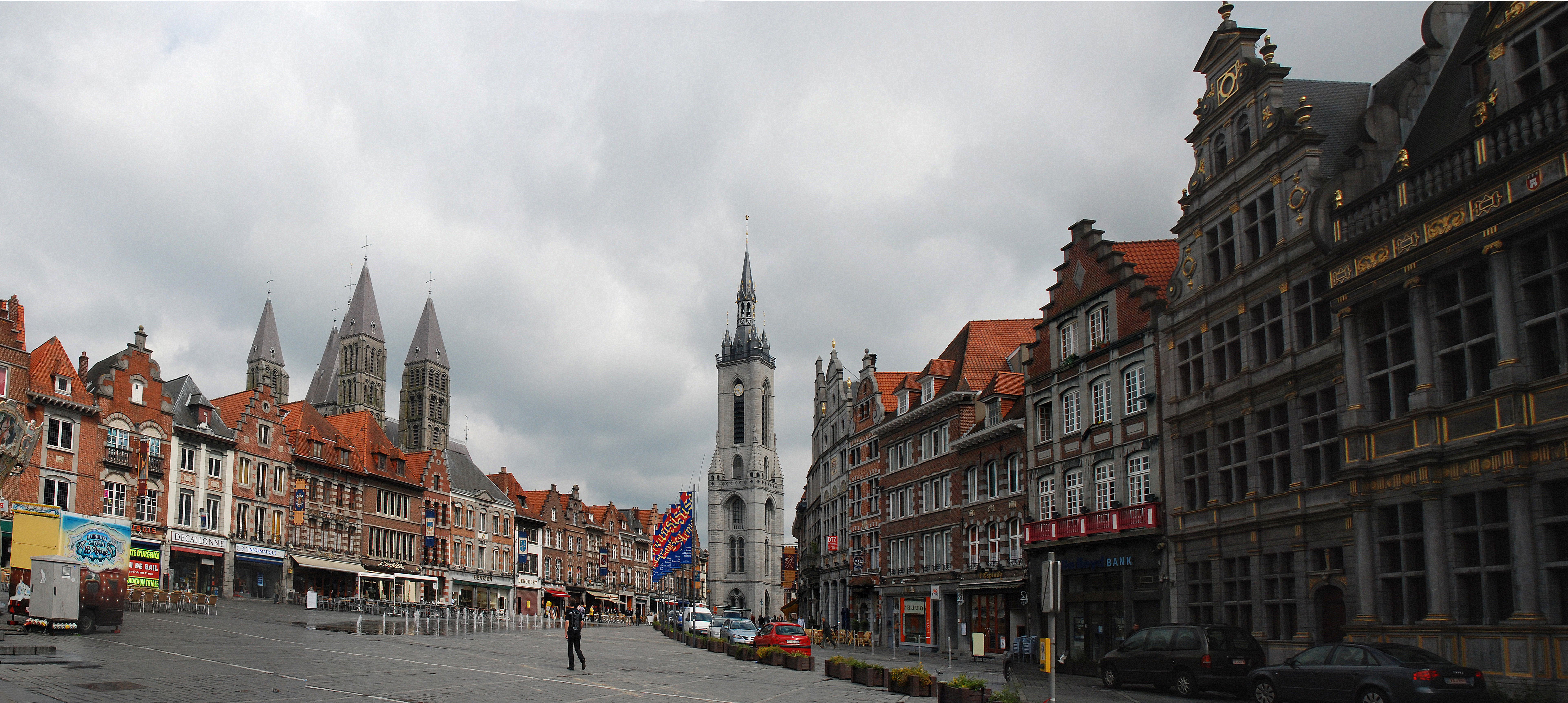
Het centrum van Doornik
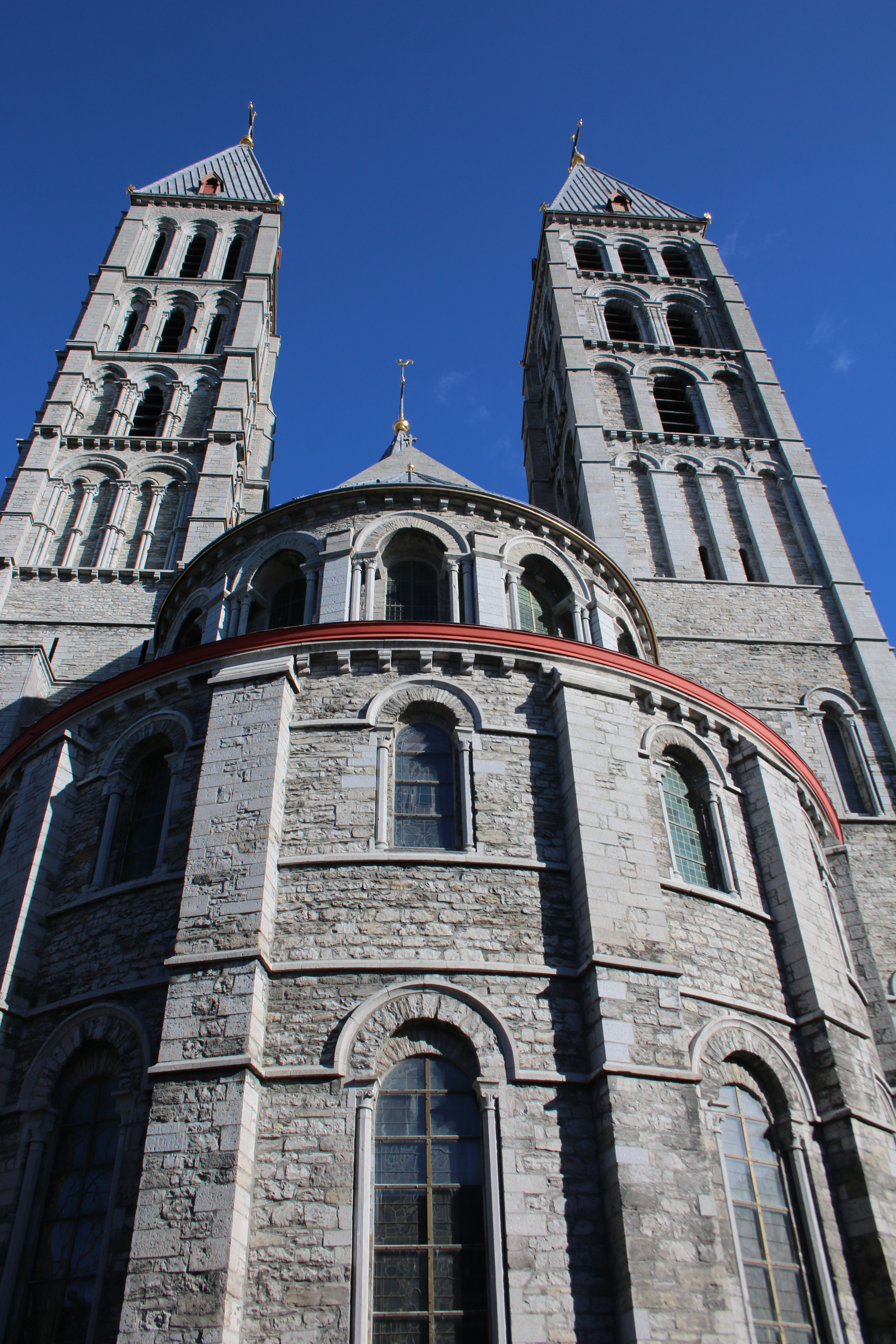
Onze-Lieve-Vrouwekathedraal (Werelderfgoed)
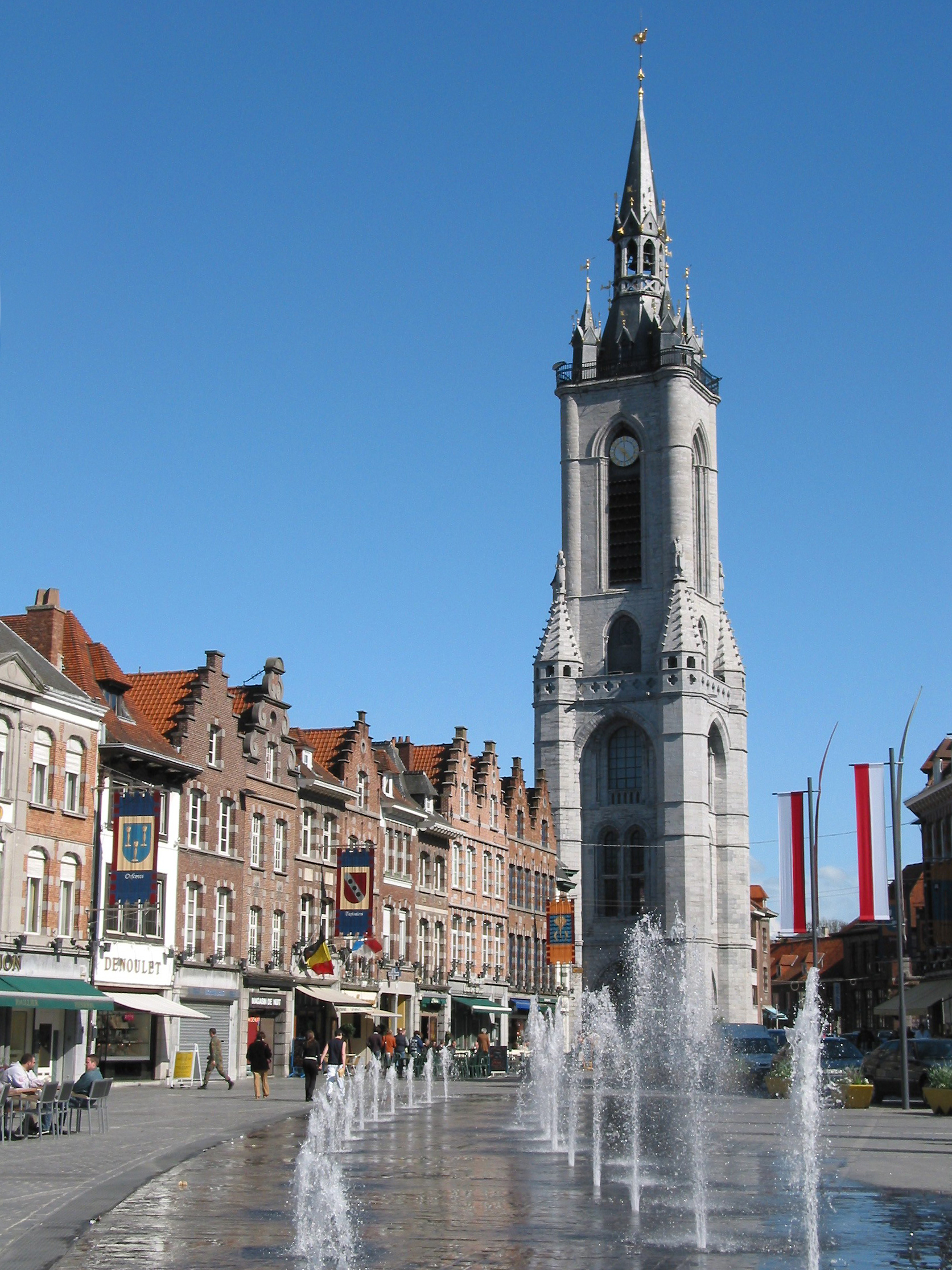
Belfort (Werelderfgoed)
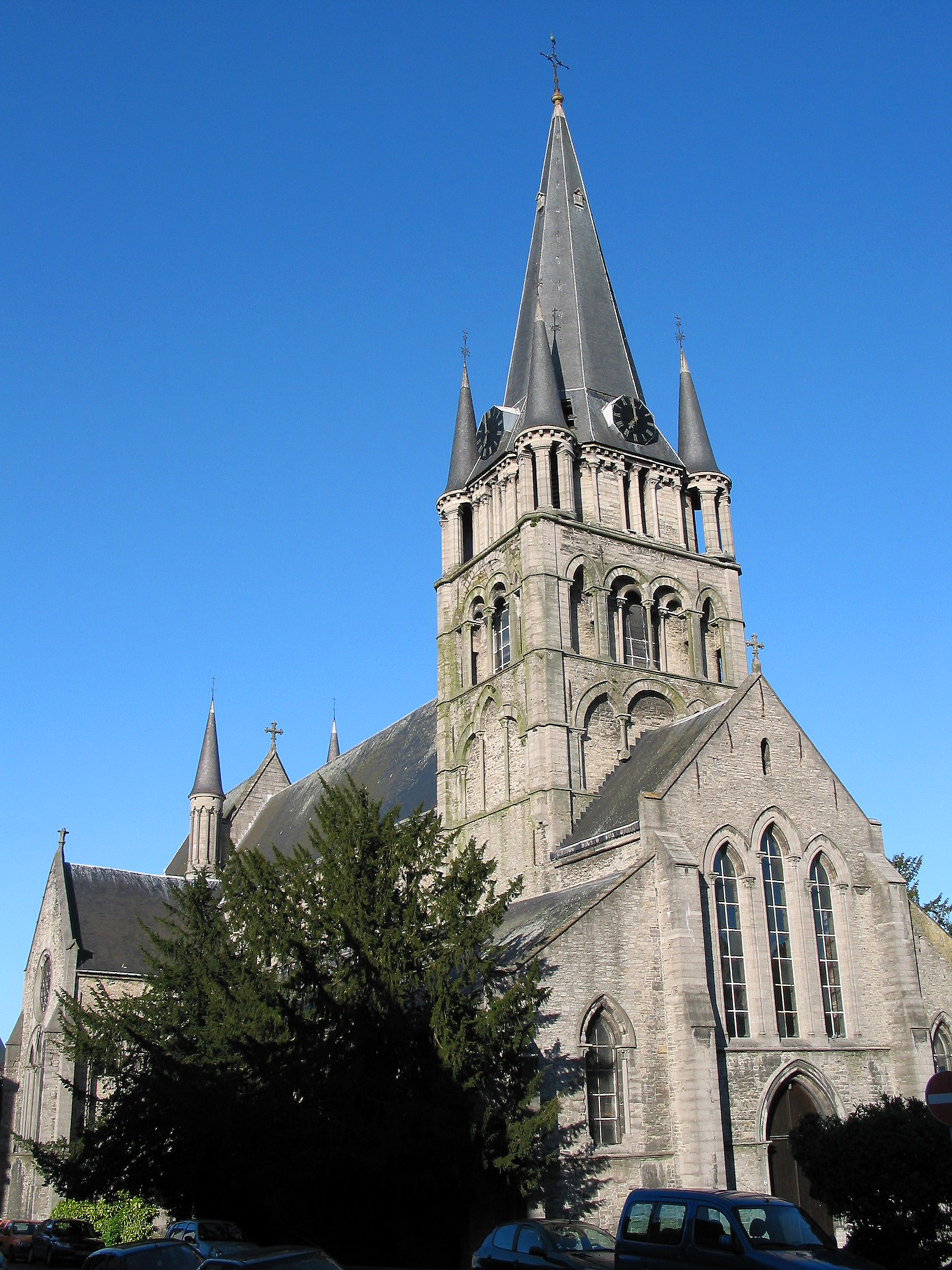
Église Saint-Jacques
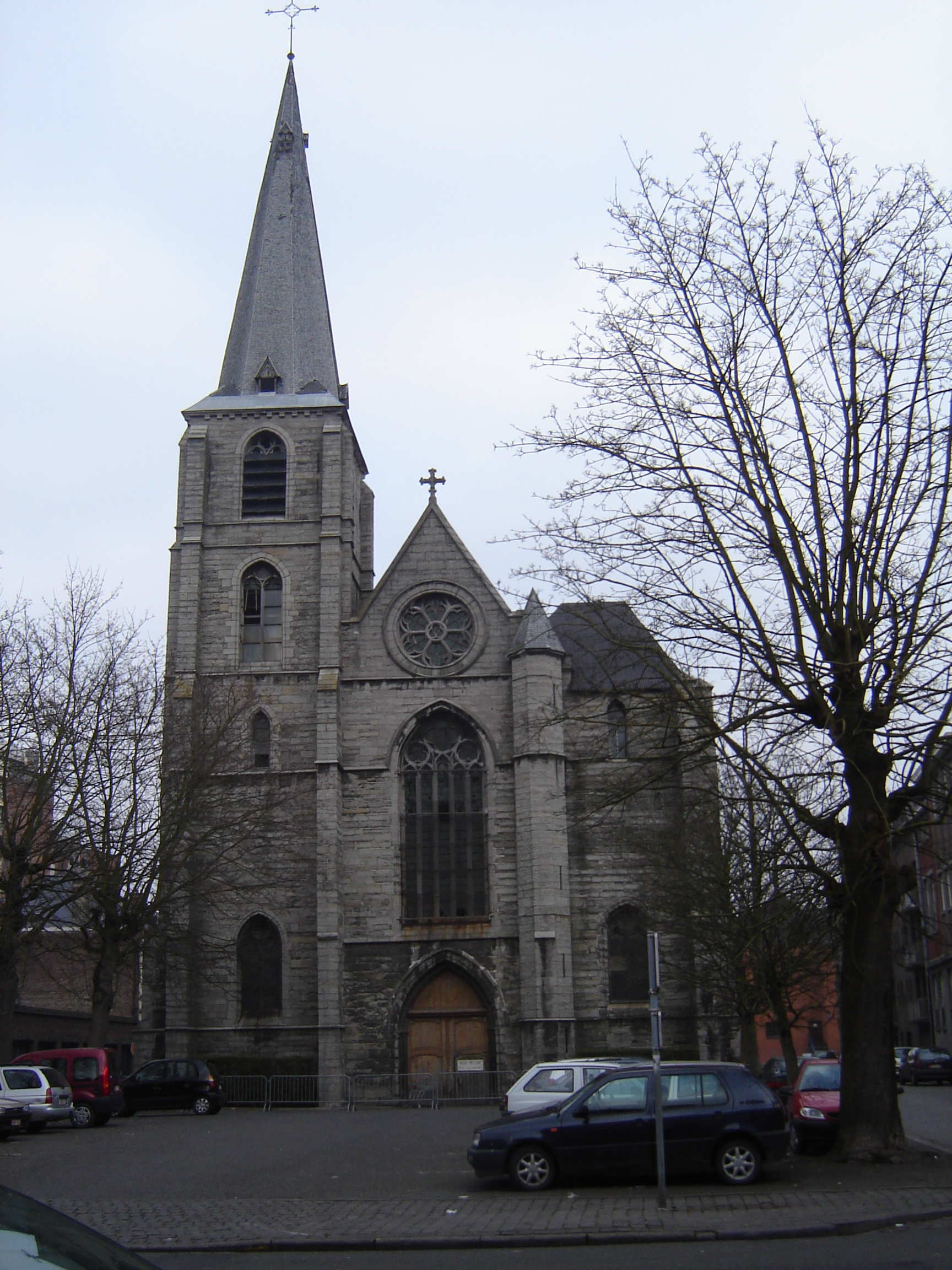
Église Sainte-Marie-Madeleine
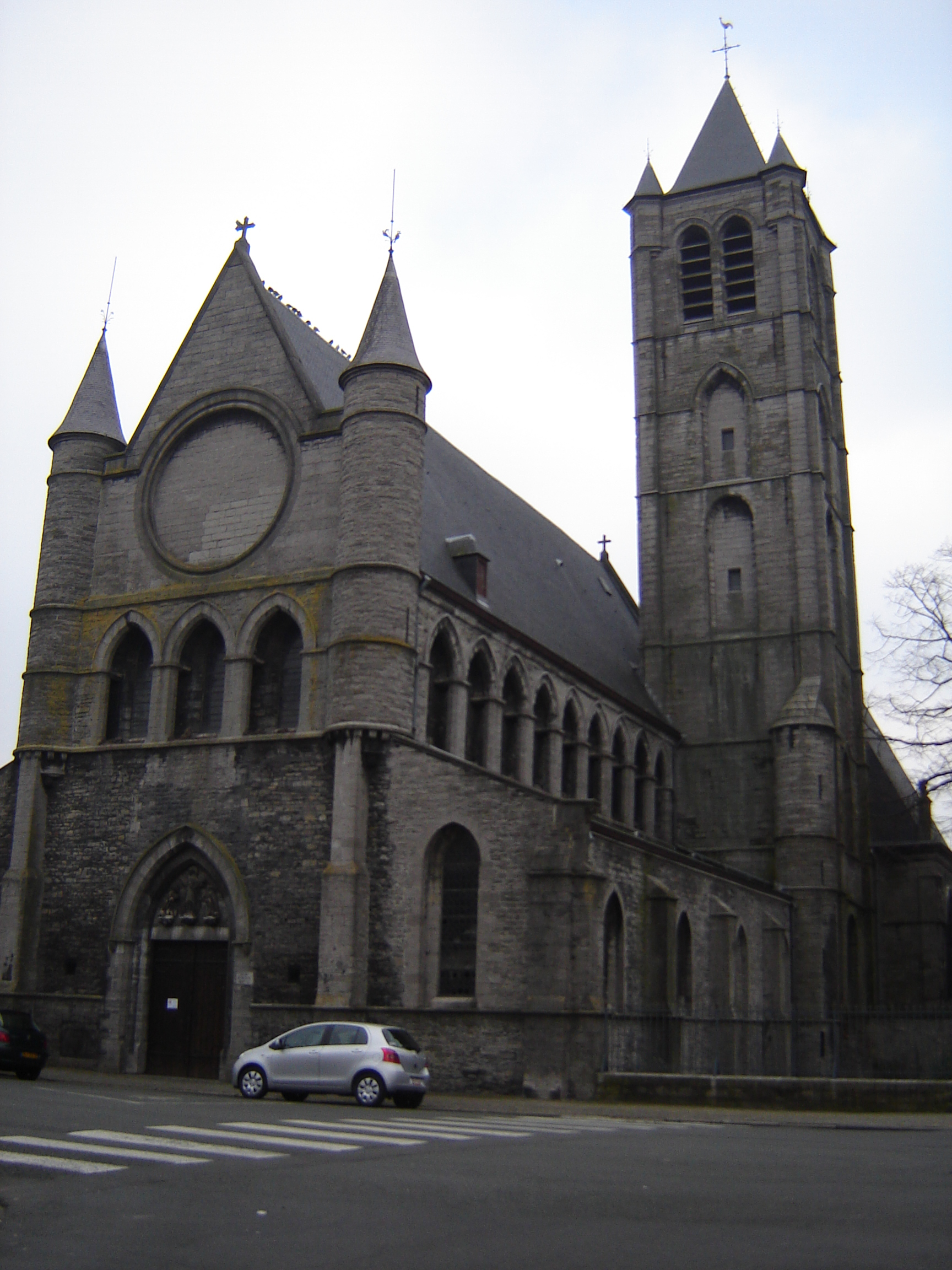
Église Saint-Nicolas
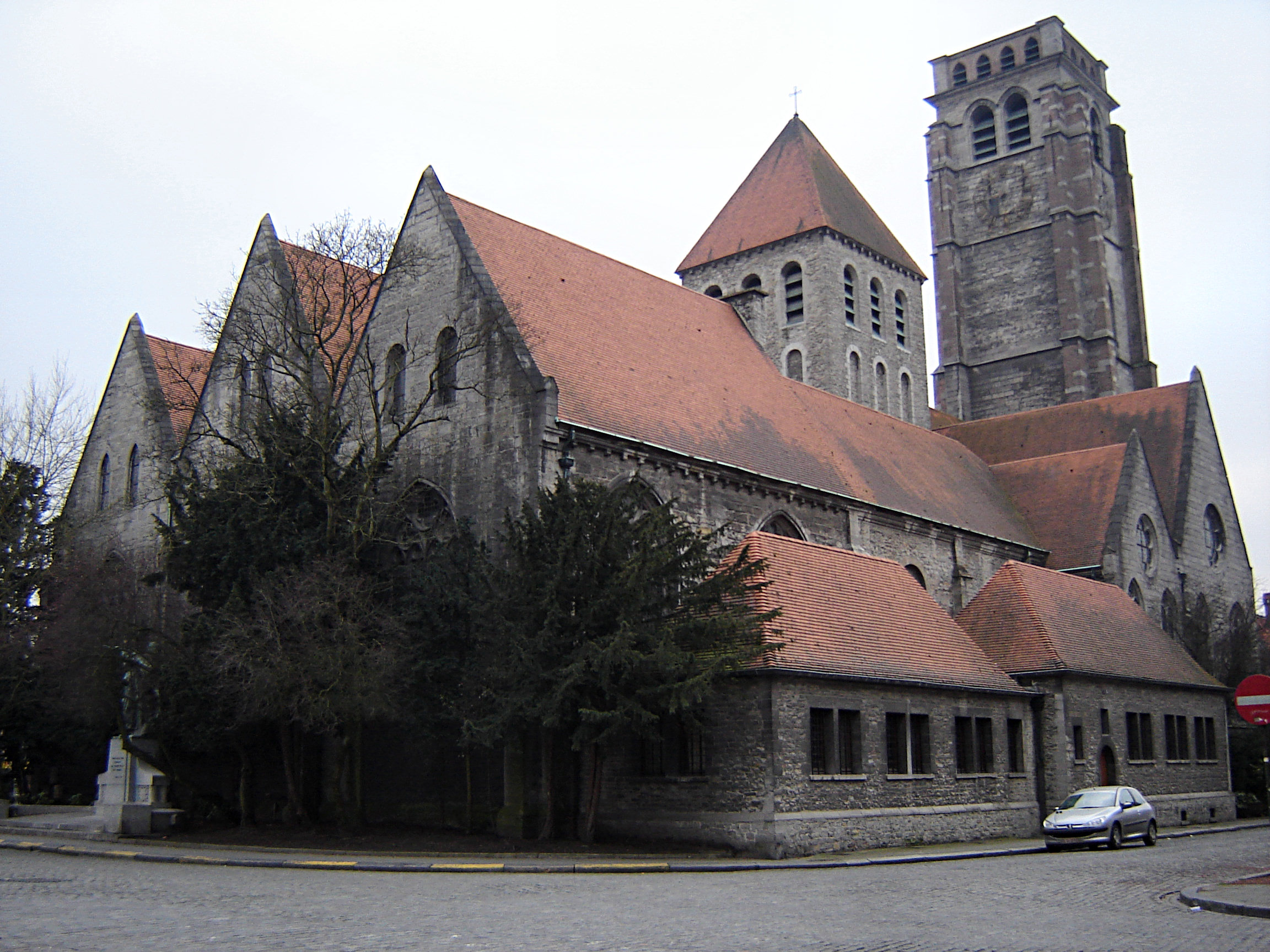
Église Saint-Brice op de "Place Clovis"
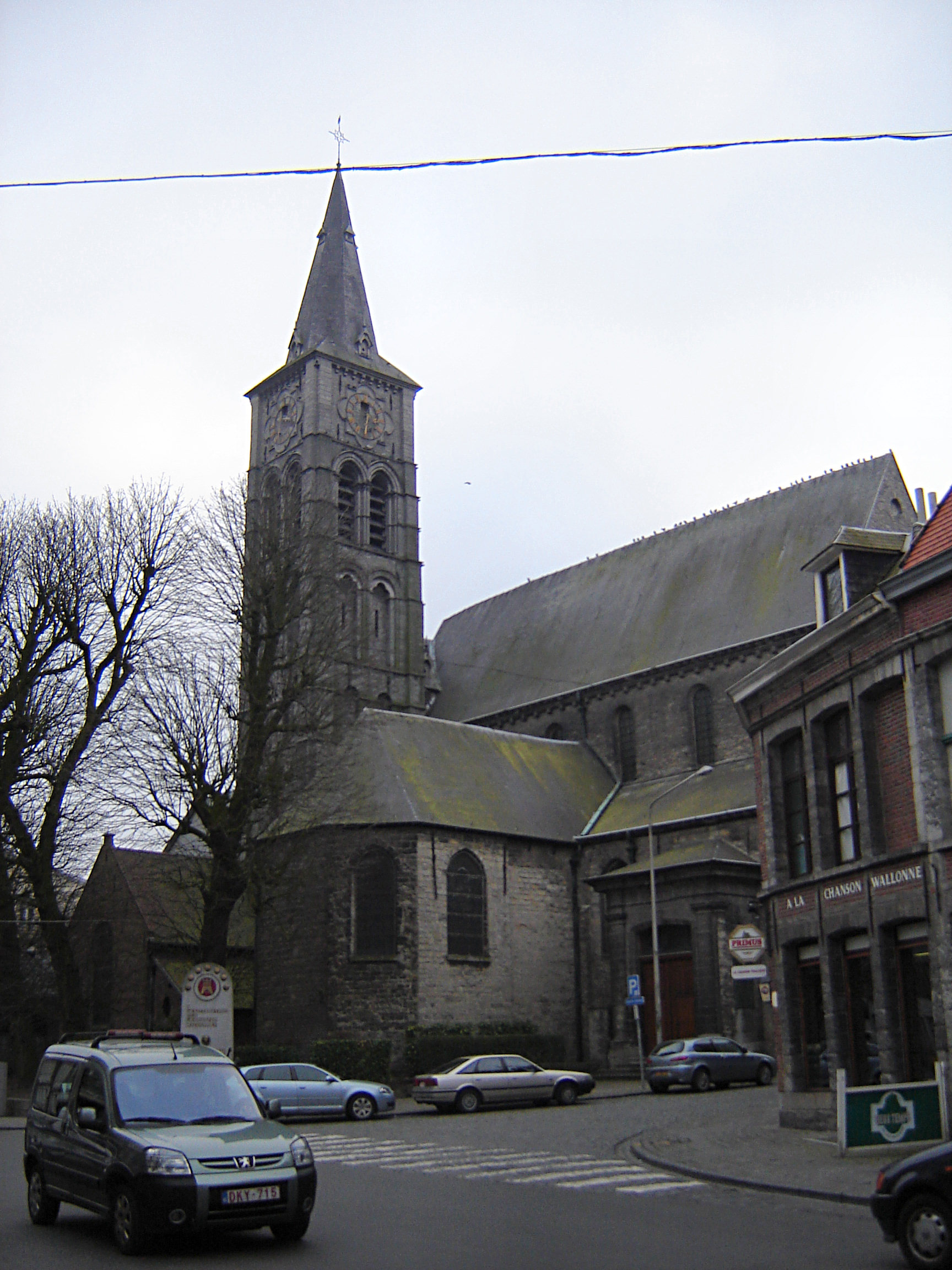
Église Saint-Piat
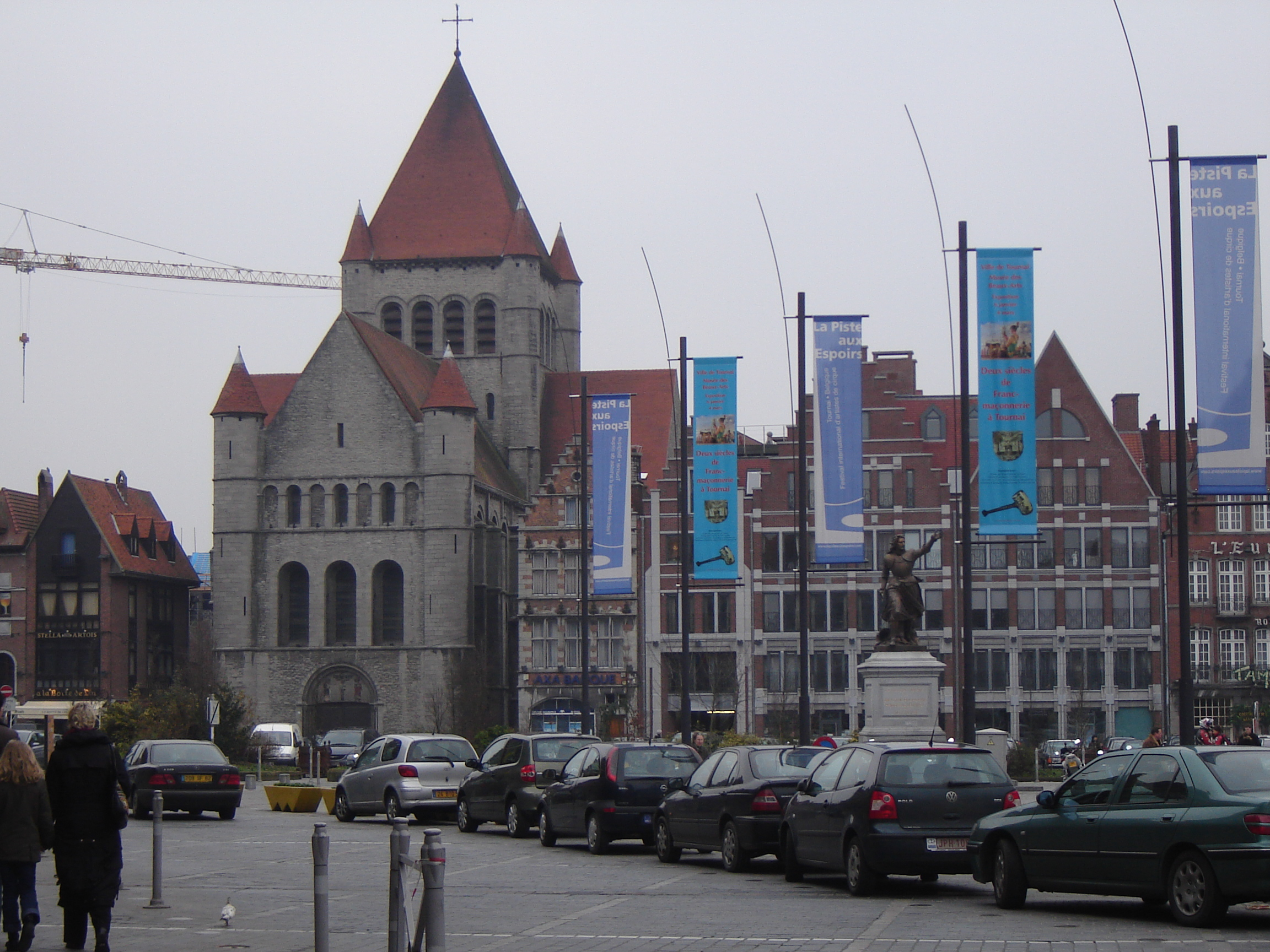
Église Saint-Quentin
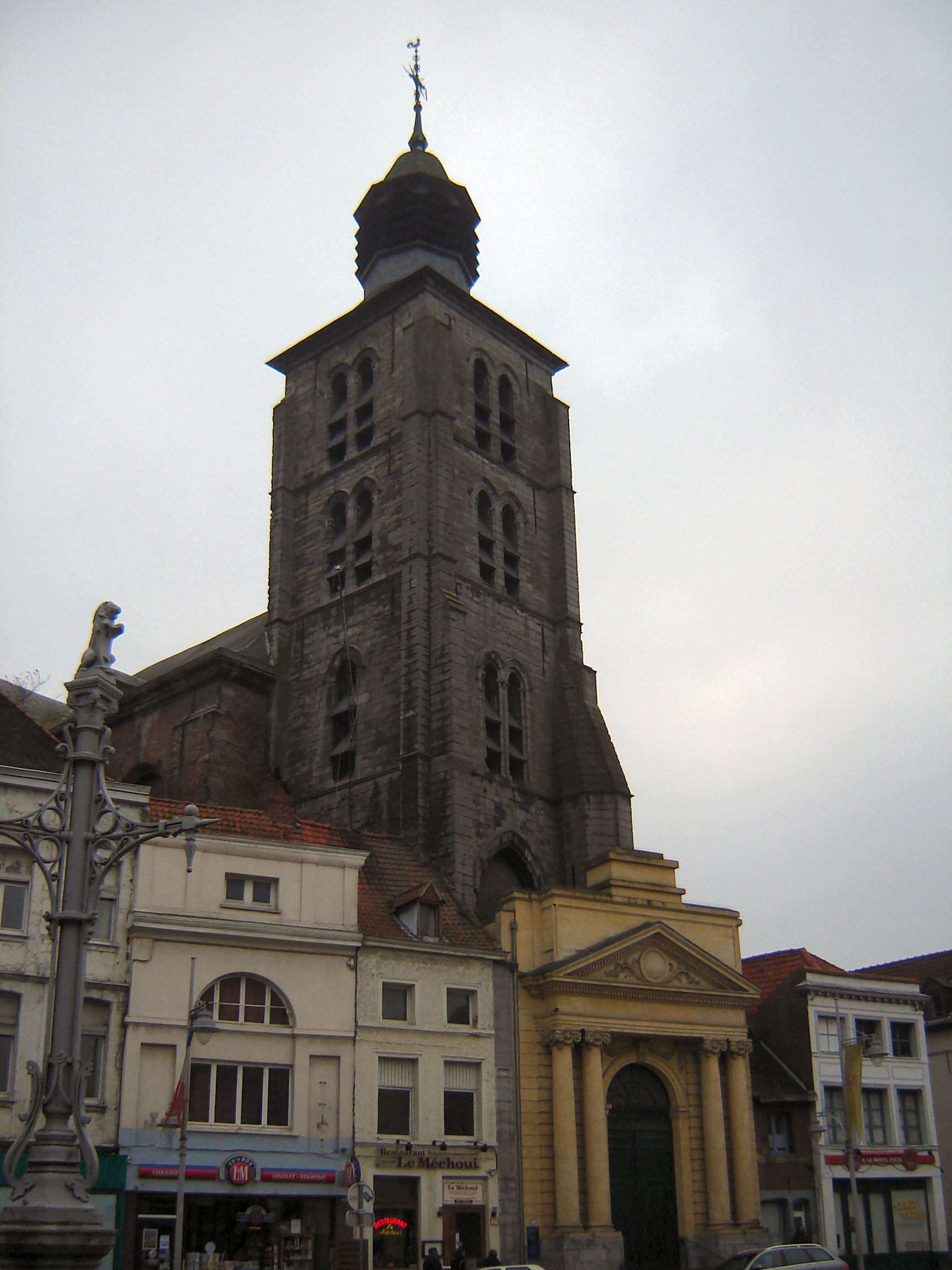
Église Sainte-Marguerite
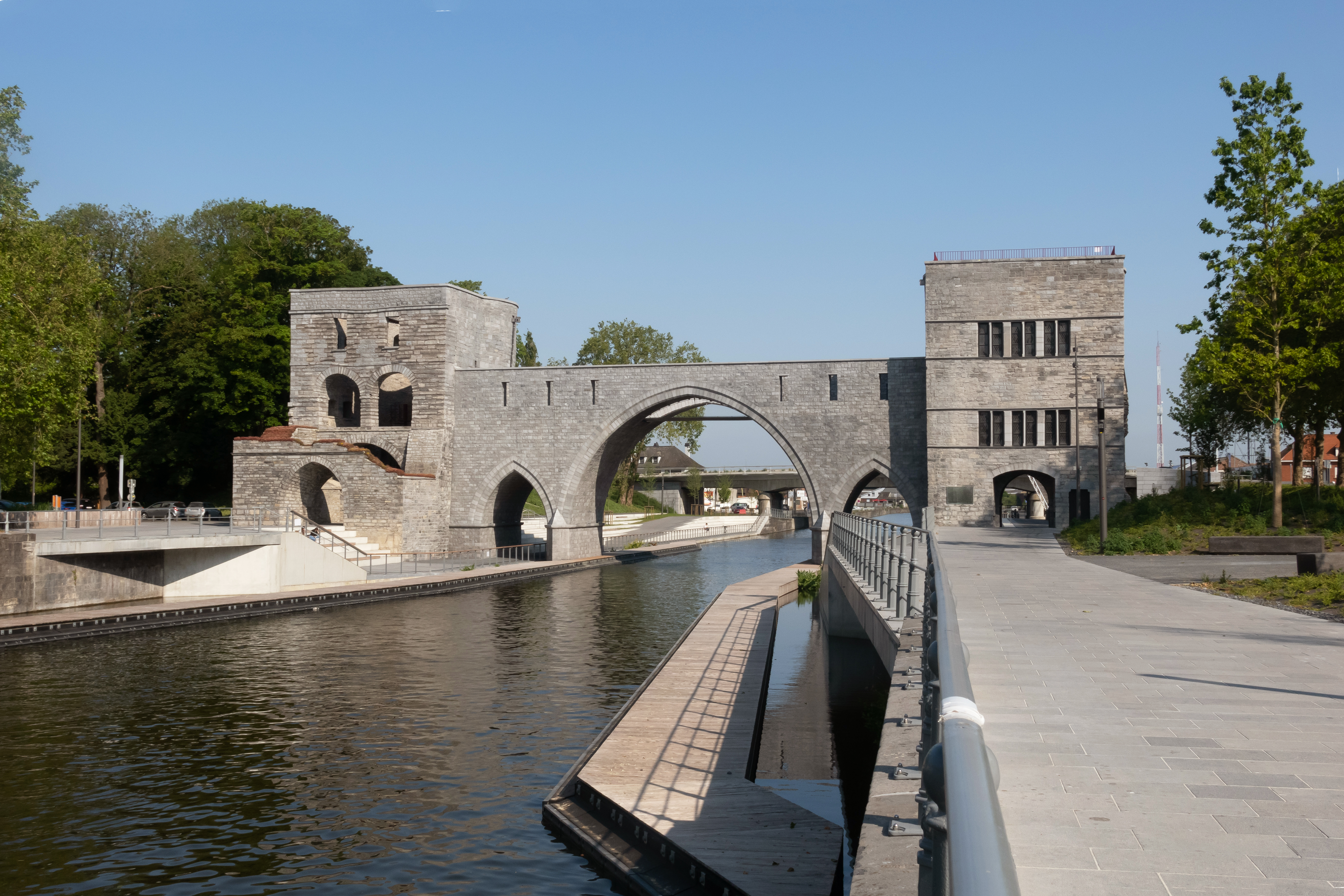
Pont des Trous over de Schelde
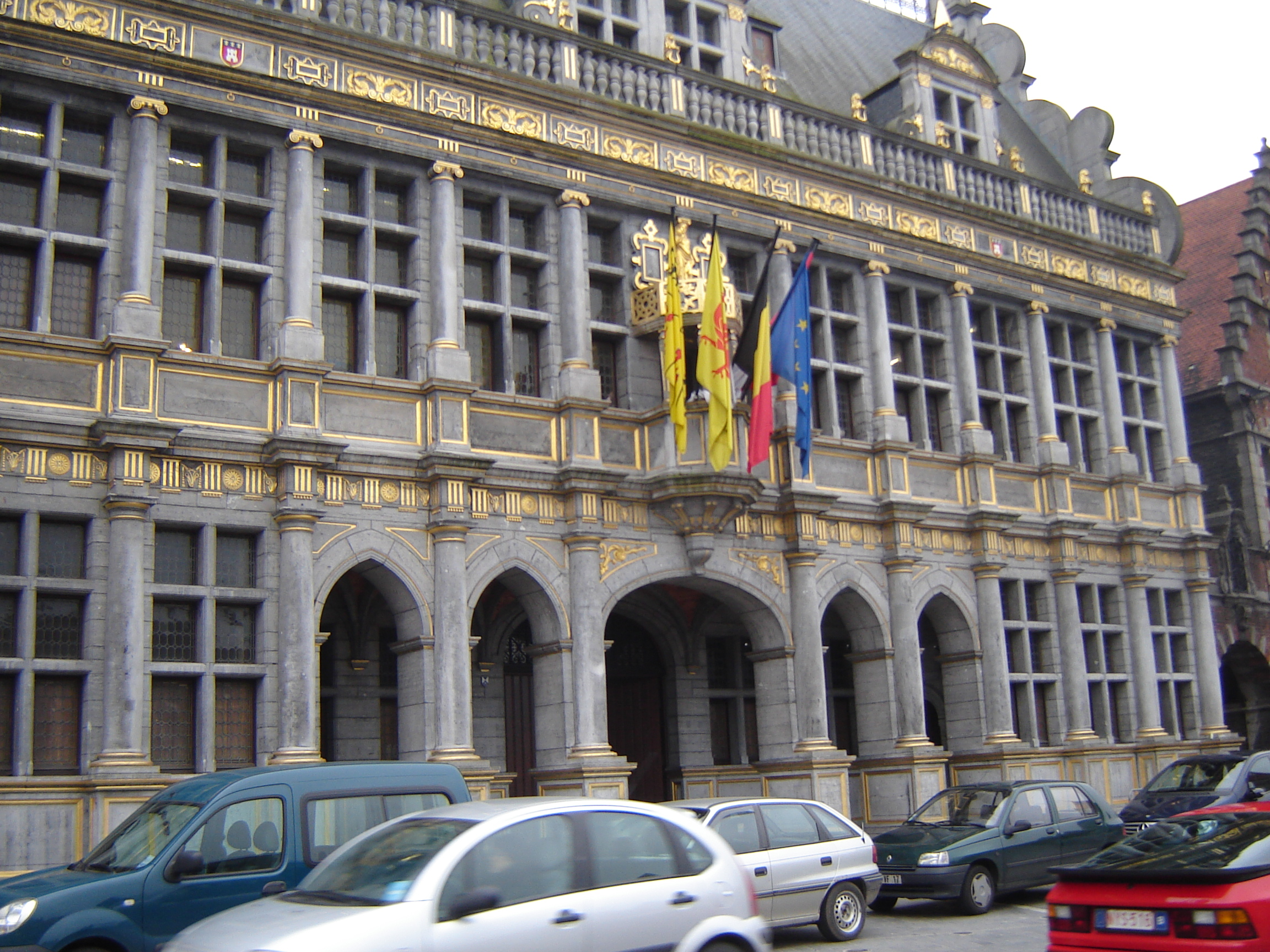
Lakenhalle van Doornik
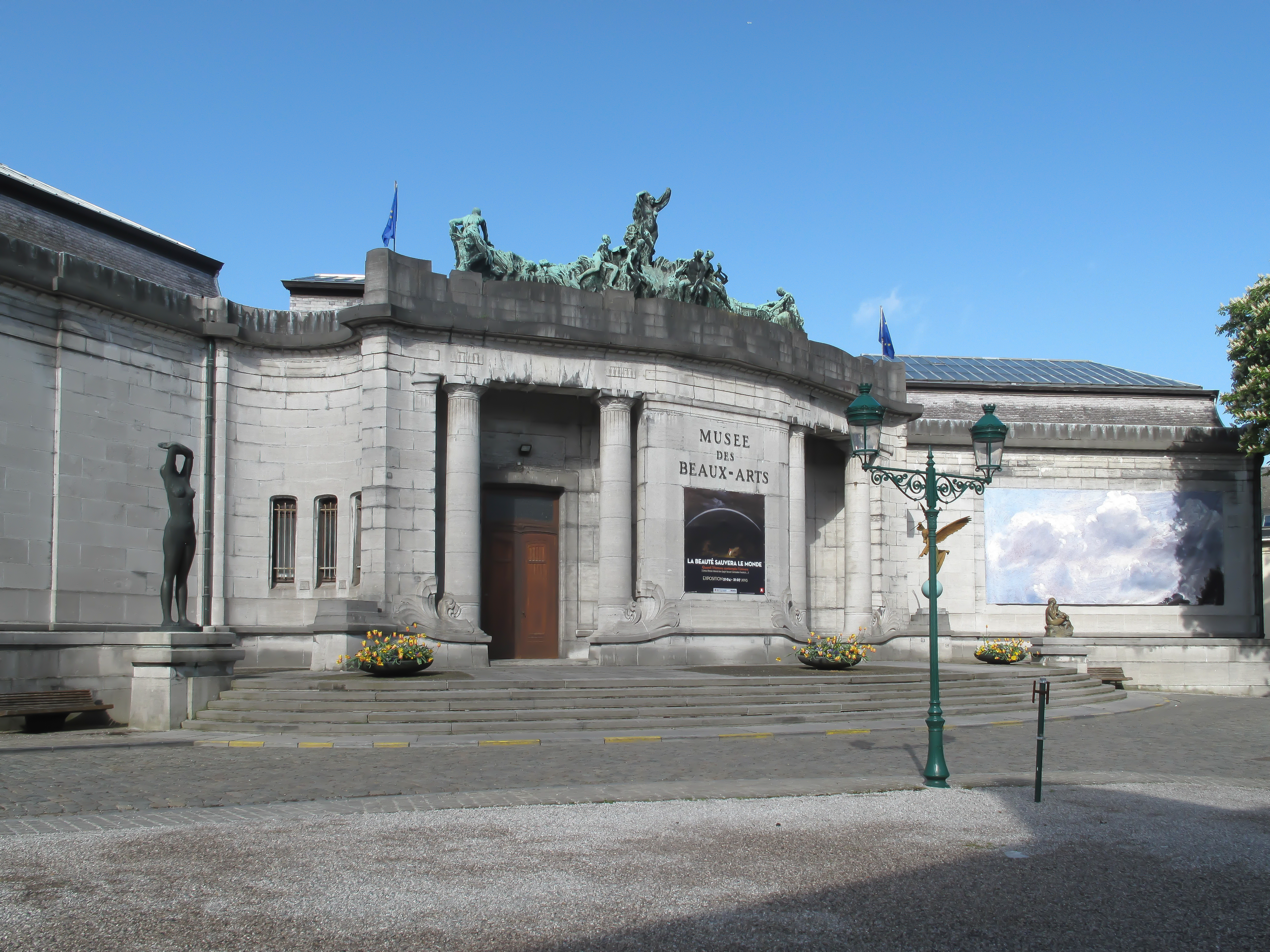
Musée des Beaux-Arts de l'Enclos Saint-Martin
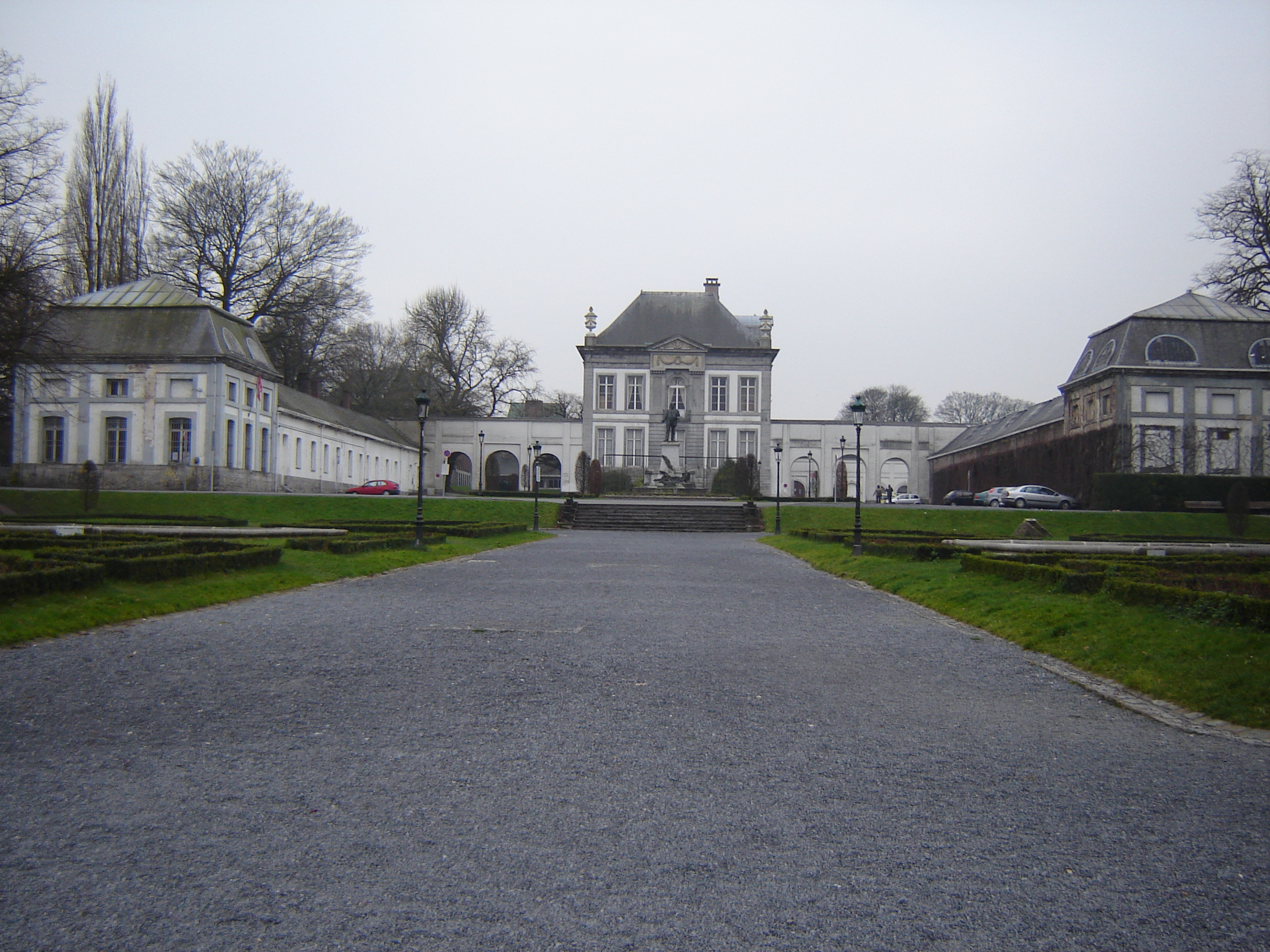
Stadhuis en stadspark
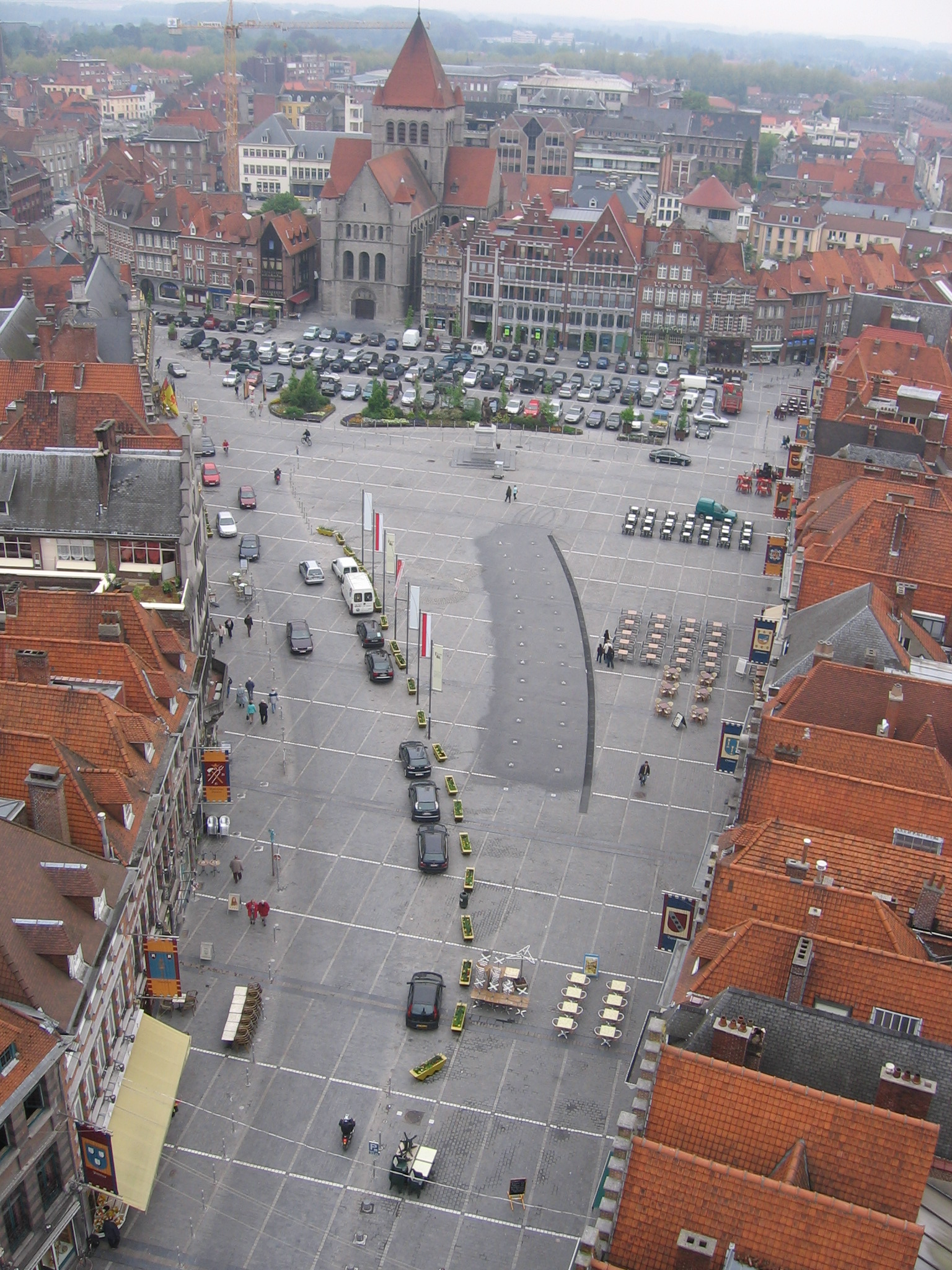
Grote Markt vanuit de lucht
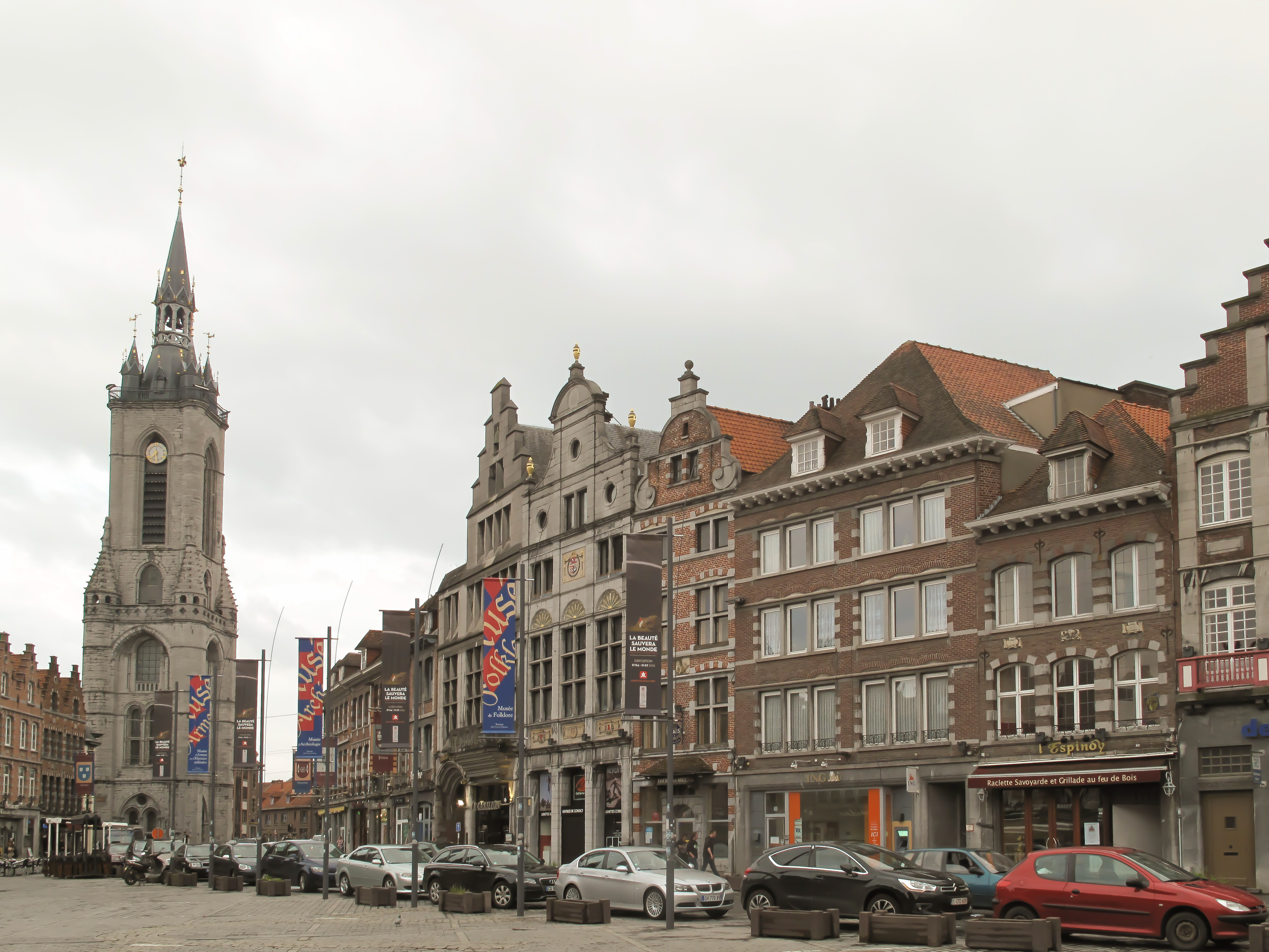
Grote Markt met Belfort
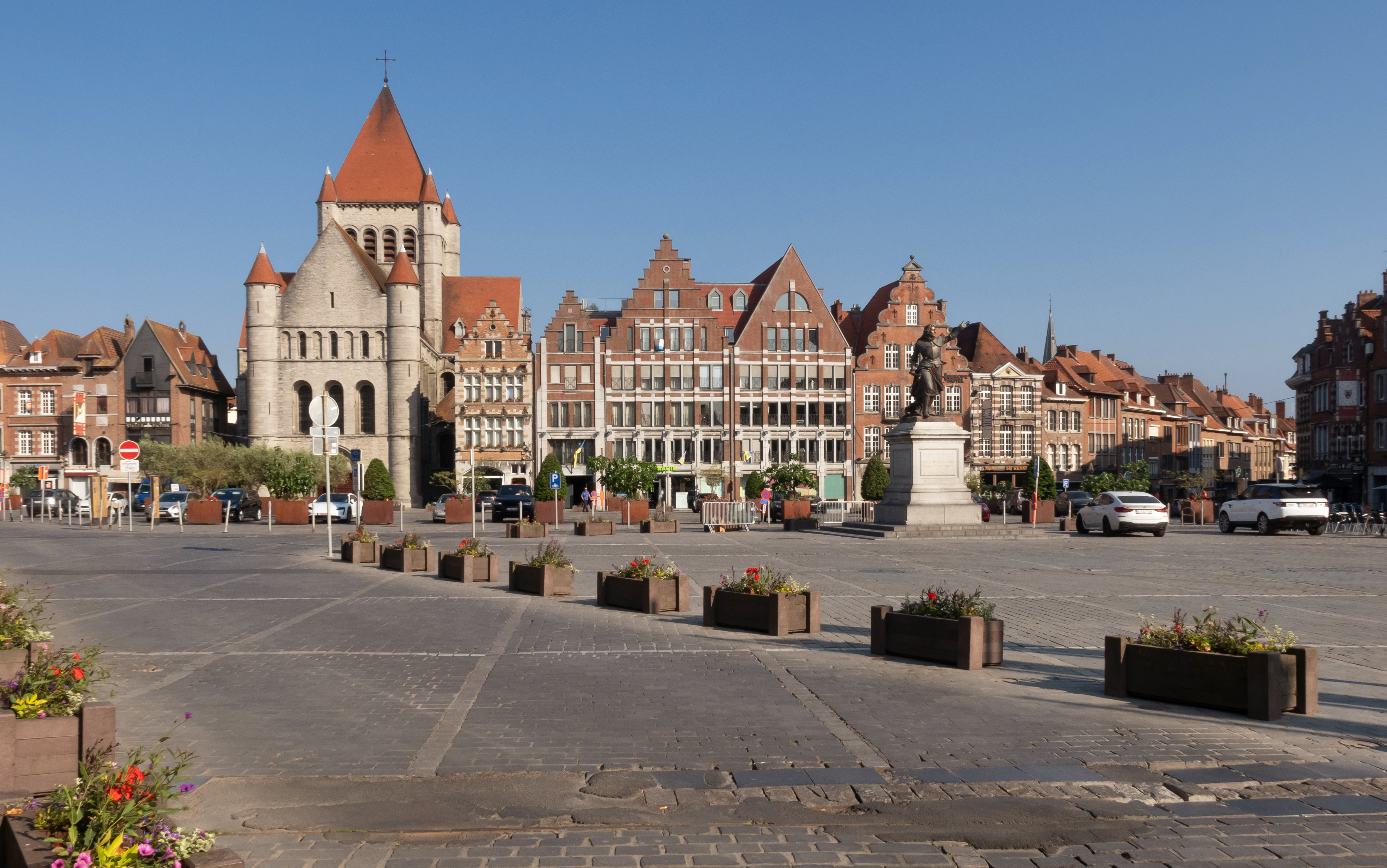
Grote Markt
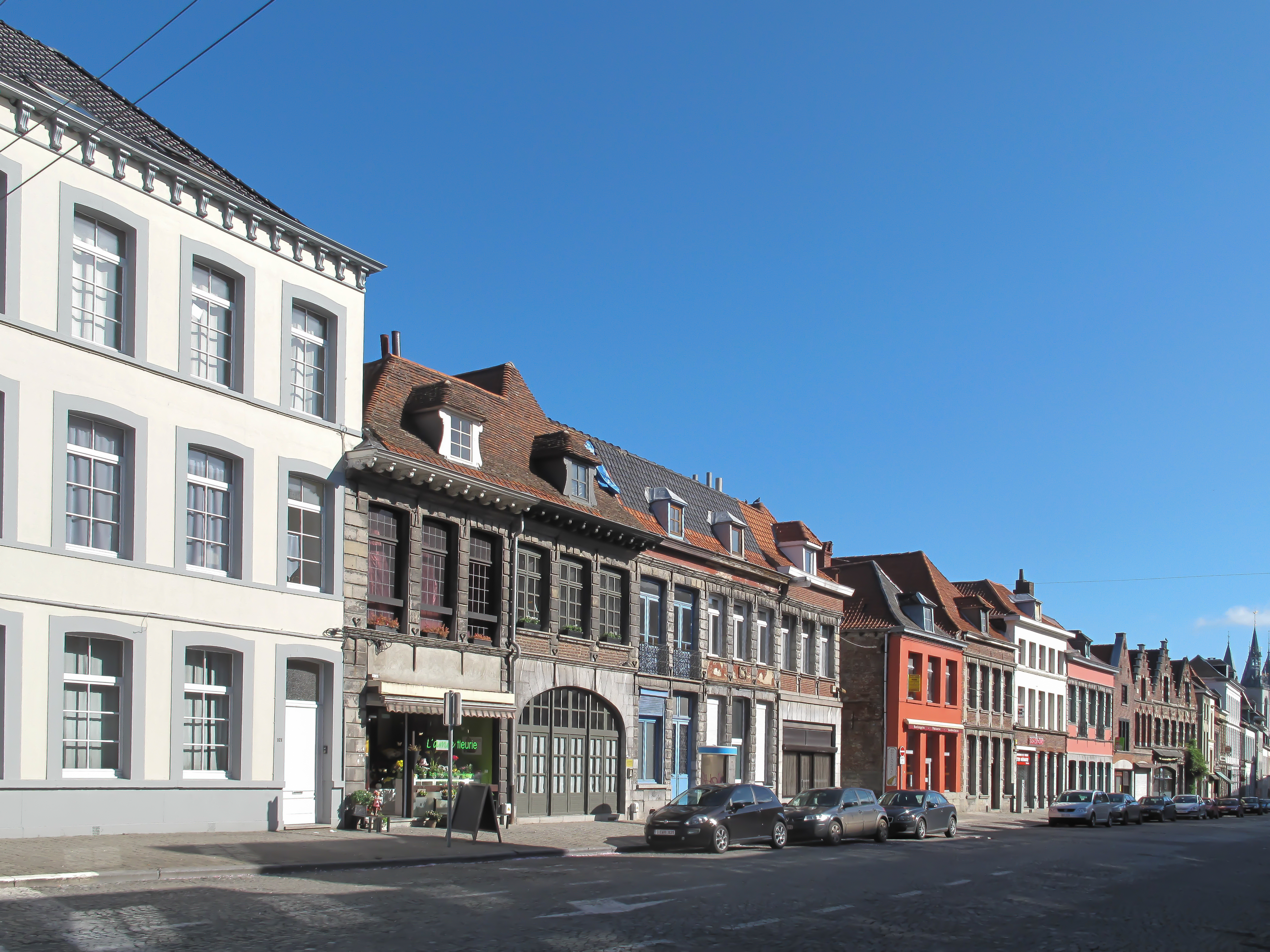
Rue Saint Martin
Beleg van Doornik, 1709

## Sport
Doornik was twee keer (1966 en 2012) etappeplaats in de wielerkoers Ronde van Frankrijk. In 2012 was de Brit Mark Cavendish de laatste ritwinnaar in Doornik.

## Politiek

### Burgemeesters
| Tijdspanne | Tijdspanne  | Burgemeester                           |
| ---------- | ----------- | -------------------------------------- |
|            | 1804 - 1818 | Charles De Rasse                       |
|            | 1818 - 1824 | Idesbalde Vander Gracht                |
|            | 1824 - 1830 | Bernard de Bethune                     |
|            | 1830 - 1831 | Charles Le Hon                         |
|            | 1831 - 1848 | Désiré de Hults                        |
|            | 1848 - 1852 | Augustin Dumon (PL)                    |
|            | ...         |                                        |
|            | 1855 - 1868 | Alphonse de Rasse                      |
|            | 1868 - 1872 | Léopold Fontaine (waarnemend)          |
|            | 1872 - 1883 | Louis Crombez (PL)                     |
|            | 1883 - 1907 | Victor Carbonnelle (PL)                |
|            | 1907 - 1908 | Jules Boucher (waarnemend)             |
|            | 1908 - 1918 | Alphonse Stiénon du Pré (Kath. Partij) |
|            | 1918 - 1919 | Ambroise Derick (waarnemend)           |
|            | 1919 - 1925 | Edmond Wibaut (Kath. Partij)           |
|            | 1925 - 1927 | Albert Asou (PL)                       |

| Tijdspanne | Tijdspanne   | Burgemeester                                                            |
| ---------- | ------------ | ----------------------------------------------------------------------- |
|            | 1927 - 1933  | Edmond Wibaut (Kath. Verbond)                                           |
|            | 1933 - 1940  | Albert Asou (PL)                                                        |
|            | 1940         | Emile Derasse (PL)                                                      |
|            | 1940         | Charles Mauroy (waarnemend)                                             |
|            | 1940 - 1944  | Louis Casterman                                                         |
|            | 1944 - 1956  | Emile Derasse (PL)                                                      |
|            | 1956 - 1959  | Jules Hossey (PSB)                                                      |
|            | 1959 - 1968  | Louis Casterman                                                         |
|            | 1968 - 1970  | Jean Hachez (PSC)                                                       |
|            | 1971 - 1976  | Fernand Dumont (PSC)                                                    |
|            | 1977 - 1992  | Raoul Van Spitael (PS)                                                  |
|            | 1992 - 2000  | Roger Delcroix (PS)                                                     |
|            | 2001 - 2012  | Christian Massy (PS)                                                    |
|            | 2013 - 2018  | Rudy Demotte (PS, titelvoerend) Paul-Olivier Delannois (PS, waarnemend) |
|            | 2018 - 2024  | Paul-Olivier Delannois (PS)                                             |
|            | 2024 - heden | Marie-Christine Marghem (MR)                                            |

### Resultaten gemeenteraadsverkiezingen sinds 1976
| Partij of kartel     | Partij of kartel                       | 10-10-1976 | 10-10-1976 | 10-10-1982 | 10-10-1982 | 9-10-1988 | 9-10-1988 | 9-10-1994 | 9-10-1994 | 8-10-2000 | 8-10-2000 | 8-10-2006 | 8-10-2006 | 14-10-2012 | 14-10-2012 | 14-10-2018 | 14-10-2018 | 13-10-2024 | 13-10-2024 |
| Stemmen / Zetels     | Stemmen / Zetels                       | %          | 39         | %          | 39         | %         | 39        | %         | 39        | %         | 39        | %         | 39        | %          | 39         | %          | 39         | %          | 39         |
| -------------------- | -------------------------------------- | ---------- | ---------- | ---------- | ---------- | --------- | --------- | --------- | --------- | --------- | --------- | --------- | --------- | ---------- | ---------- | ---------- | ---------- | ---------- | ---------- |
|                      | PRL1 / PRL-MCC2 / MR3                  | 18,511     | 7          | 21,81      | 9          | 21,111    | 8         | 18,31     | 7         | 23,252    | 9         | 24,693    | 10        | 30,053     | 12         | 22,673     | 10         | 27,213     | 11         |
|                      | PSC1 / cdH2 / Ensemble!3/ Les Engagés4 | 24,841     | 11         | 25,341     | 10         | 23,491    | 10        | 23,711    | 10        | 18,741    | 7         | 16,762    | 7         | 11,112     | 4          | 14,023     | 5          | 17,514     | 7          |
|                      | PS                                     | 28,12      | 12         | 39,8       | 17         | 41,82     | 18        | 45,58     | 20        | 43,87     | 19        | 40,94     | 18        | 42,19      | 18         | 35,92      | 16         | 34,81      | 15         |
|                      | ECOLO                                  | -          |            | 5,34       | 1          | 6,59      | 2         | 8,03      | 2         | 12,98     | 4         | 11,75     | 4         | 10,17      | 3          | 17,77      | 7          | 12,43      | 4          |
|                      | PTB                                    | -          |            | -          |            | -         |           | 0,56      | 0         | -         |           | -         |           | -          |            | 5,60       | 1          | 8,04       | 2          |
|                      | Tournai Plus                           | -          |            | -          |            | -         |           | -         |           | -         |           | -         |           | 6,47       | 2          | -          |            | -          |            |
|                      | PCB1 / PC2                             | 16,291     | 6          | -          |            | 6,212     | 1         | -         |           | -         |           | -         |           | -          |            | -          |            | -          |            |
|                      | UPWT                                   | -          |            | 7,31       | 2          | -         |           | -         |           | -         |           | -         |           | -          |            | -          |            | -          |            |
|                      | IT                                     | 8,91       | 3          | -          |            | -         |           | -         |           | -         |           | -         |           | -          |            | -          |            | -          |            |
| Anderen(*)           | Anderen(*)                             | 3,34       | 0          | 0,41       | 0          | 0,78      | 0         | 3,82      | 0         | 1,15      | 0         | 5,84      | 0         | -          |            | 4,02       | 0          | -          |            |
| Totaal stemmen       | Totaal stemmen                         | 45964      | 45964      | 44345      | 44345      | 45228     | 45228     | 45354     | 45354     | 44766     | 44766     | 45232     | 45232     | 44048      | 44048      | 43525      | 43525      | 42133      | 42133      |
| Opkomst %            | Opkomst %                              |            |            |            |            | 91,26     | 91,26     | 90,55     | 90,55     | 89,41     | 89,41     | 89,96     | 89,96     | 86,27      | 86,27      | 86,13      | 86,13      | 84,01      | 84,01      |
| Blanco en ongeldig % | Blanco en ongeldig %                   | 4,78       | 4,78       | 4,9        | 4,9        | 6,61      | 6,61      | 7,07      | 7,07      | 9,23      | 9,23      | 6,62      | 6,62      | 7,05       | 7,05       | 8,10       | 8,10       | 7,16       | 7,16       |

(*) 1976: RW (3,34%) / 1982: Votez W. (0,41) / 1988: FN (0,78%) / 1994: BEB (3,82%) / 2000: VETO (1,15%) / 2006: FN (4,06%), RWF (0,71%), VIVANT (1,07%) / 2018: DéFI (1,05%), Nation (1,79%), Oxygène (1,18%)
De gevormde coalitie wordt vet aangegeven. De grootste partij is in kleur.

## Nabijgelegen kernen
De volgende kernen omringen de stad Doornik:
Chercq, Vaulx, Warchin, Rumillies, Kain, Froyennes, Orcq, Ere, Saint-Maur